# Kāz̧em Khānī-ye Soflá
Kāz̧em Khānī-ye Soflá (persiska: کاظم خانی سفلی) är en ort i Iran.   Den ligger i provinsen Kermanshah, i den västra delen av landet, 500 km väster om huvudstaden Teheran. Kāz̧em Khānī-ye Soflá ligger 974 meter över havet och antalet invånare är 277.
Terrängen runt Kāz̧em Khānī-ye Soflá är varierad.Runt Kāz̧em Khānī-ye Soflá är det ganska glesbefolkat, med 38 invånare per kvadratkilometer. Närmaste större samhälle är Gīlān-e Gharb, 13,7 km sydväst om Kāz̧em Khānī-ye Soflá. Omgivningarna runt Kāz̧em Khānī-ye Soflá är i huvudsak ett öppet busklandskap.